# Alejandro Domínguez (football, 1961)
Alejandro Domínguez, né le 9 novembre 1961 à Mexico (Mexique), est un footballeur mexicain, qui évoluait au poste de milieu de terrain au Club América, au Tampico Madero et à Querétaro ainsi qu'en équipe du Mexique.
Domínguez marque deux buts lors de ses dix-neuf sélections avec l'équipe du Mexique entre 1983 et 1986. Il participe à la coupe du monde en 1986 avec l'équipe du Mexique.

## Carrière
- 1982-1994 : Club América
- 1994-1995 : Tampico Madero
- 1995-1996 : Querétaro  [2]

## Palmarès

### En équipe nationale
- 19 sélections et 2 buts avec l'équipe du Mexique entre 1983 et 1986

### Avec le Club America
- Vainqueur de la Coupe des clubs champions de la CONCACAF en 1987, 1990 et 1992
- Vainqueur de la Copa Interamericana en 1990
- Vainqueur du Championnat du Mexique en 1984, 1985, 1985 (Tournoi Prode), 1988 et 1989
- Vainqueur de la Supercoupe du Mexique en 1988 et 1989